# Чаба Ковач
Чаба Ковач (угор. Kovács Csaba; народився 18 березня 1984 у м. Будапешт, Угорщина) — угорський хокеїст, лівий нападник. Виступає за «Альба Волан» (Секешфехервар) в Австрійській хокейній лізі. 
Виступав за «Альба Волан» (Секешфехервар).
У складі національної збірної Угорщини учасник чемпіонатів світу 2005 (дивізіон I), 2006 (дивізіон I), 2007 (дивізіон I), 2008 (дивізіон I), 2009, 2010 (дивізіон I) і 2011 (дивізіон I). У складі молодіжної збірної Угорщини учасник чемпіонатів світу 2001 (дивізіон II), 2002 (дивізіон II), 2003 (дивізіон II) і 2004 (дивізіон I). У складі юніорської збірної Угорщини учасник чемпіонатів світу 1999 (група B), 2000 (дивізіон I), 2001 (дивізіон II) і 2002 (дивізіон II).
Чемпіон Угорщини (2003, 2004, 2005, 2006, 2007, 2008, 2009, 2010). Чемпіон Інтерліги (2003, 2007).